# 峨边南站
峨边南站（羅馬化：Chot Zhyr Yy Dda Yyx Hmy Bba Jop Zhap）是成昆线复线峨广铁路上的铁路车站，位于四川省乐山市峨边县沙坪鎮大溪沟。2022年12月26日，峨边南站正式投入使用。
未来车站附近将建成佳支依达客运站，作为车站的接驳交通枢纽站，预计2024年5月完工。

## 车站结构
峨边南站站房地上二层、局部地下一层，建筑面积约3000平方米。站房外立面设计融入彝族建筑中的牛角、羊头纹、山形符号，以及彝族女性瓦盖头饰。候车室最高聚集人数600人。峨边南站站场规模2台4线。